# Fabrizio Costa
Fabrizio Costa (Trieste, 31 de maio de 1954) é um cineasta italiano. Entre suas produções estão os filmes e séries para a TV: 
- Passioni (1993)
- Il grande fuoco (1995)
- Fátima (1997)[1]
- Tristano e Isotta (1998)
- Maria figlia del suo figlio (1999)
- Storia di guerra e d'amicizia (2001)
- La cittadella (2003)
- Madre Teresa (2003)
- Meucci - L'italiano che inventò il telefono (2004)
- Sacco e Vanzetti (2005)
- La freccia nera (2006)
- Chiara e Francesco (2007)
- Paolo VI (2008)